# Otto Auhagen
Otto Georg Gustav Edwin Auhagen (geboren 10. November 1869 in Hannover; gestorben 25. April 1945 in Berlin-Schlachtensee) war ein deutscher Volkswirt und Hochschullehrer.

## Leben

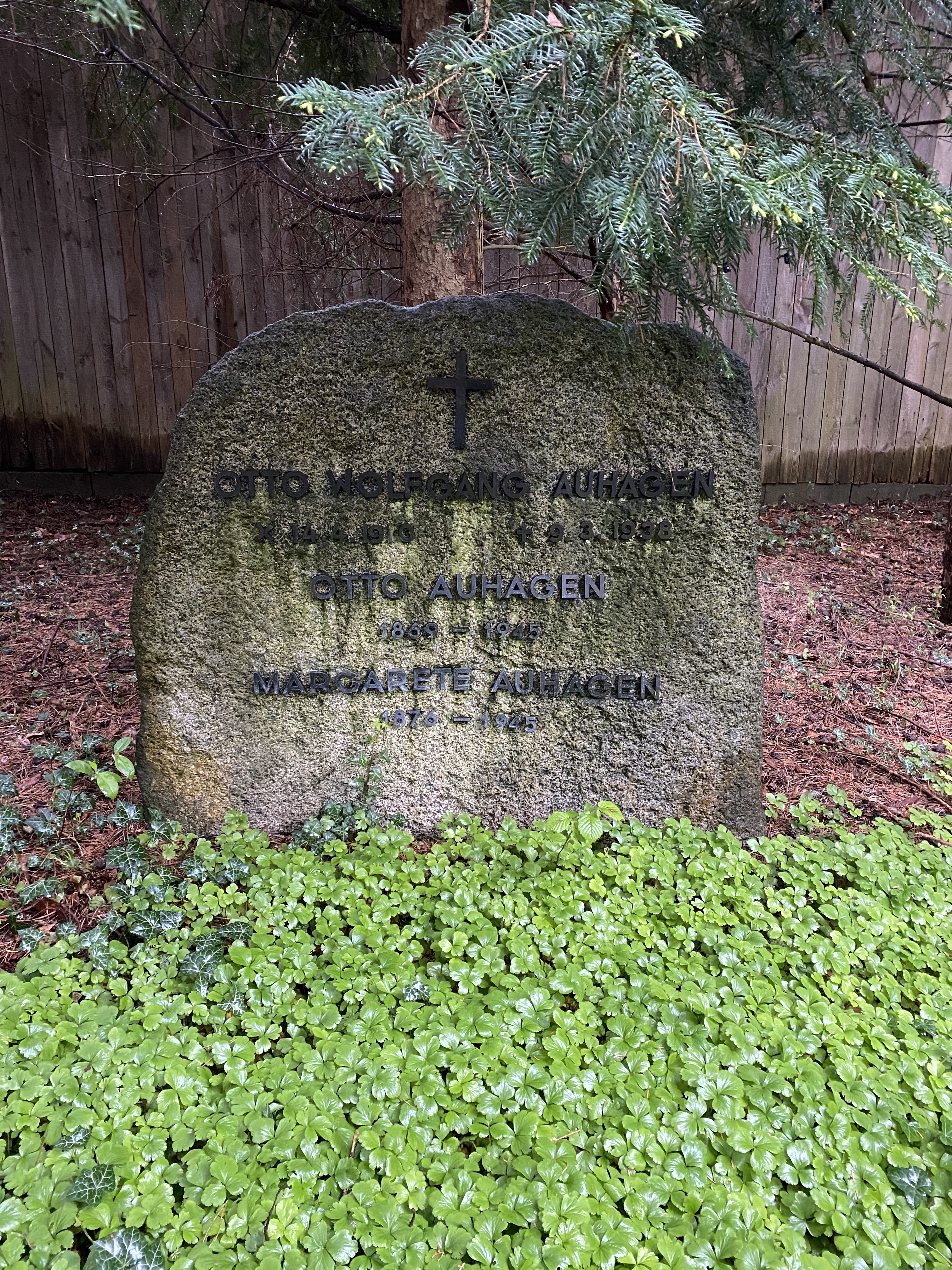
Grabstätte auf dem Waldfriedhof Dahlem

Er war der Sohn des Forstmeisters Ernst Auhagen und dessen Ehefrau Mathilde geborene Angerstein aus einer ehemals adligen Familie, zwischen 1220 und 1639 ansässig auf Angerstein bei Göttingen. Nach dem Schulbesuch in Hannover studierte Auhagen an den Universitäten Göttingen, Berlin und Straßburg, wo er 1894 zum Dr.rer. pol. promovierte. Das Thema seiner Dissertation lautete Grundlagen der Marschwirtschaft. Im Jahre 1897 wurde Auhagen außerordentlicher Professor der Staatswissenschaften an der Universität Breslau. Ab 1900 ließ er sich beurlauben, um als landwirtschaftlicher Sachverständiger im asiatischen Teil Russlands für die Deutsche Botschaft in Sankt Petersburg zu arbeiten. 1906 kehrte er in das Deutsche Reich zurück, nachdem er den Ruf als ordentlicher Professor an der Landwirtschaftlichen Hochschule in Berlin erhalten hatte. Daneben war er von 1927 bis 1930 landwirtschaftlicher Sachverständiger bei der Deutschen Botschaft in Moskau in der Sowjetunion. In dieser Zeit erlebte er 1929, wie über 10.000 deutschstämmige Bauern, darunter zahlreiche Mennoniten im Kreml in Moskau erschienen, um dort wegen der bevorstehender Zwangskollektivierung die Auswanderung aus der UdSSR zu erreichen. Auhagen setzte sich für diese Bauern ein, so dass den meisten von ihnen die Ausreise gestattet wurde. Die meisten Bauern siedelten nach Brasilien über und benannten dort zu Ehren von Auhagen ein von ihnen neuangelegtes Dorf nach ihm.
Von 1931 bis 1933 war Otto Auhagen Direktor des Osteuropa-Institutes in Breslau und 1933 wurde er Honorarprofessor an der Universität Berlin. Er trat dem NSLB, Reichsluftschutzbund und der NSV bei.
Seine letzte Ruhestätte fand Otto Auhagen auf dem Waldfriedhof Dahlem (Feld 001-158). 

## Schriften
- Zur Besiedelung Sibiriens. Bericht des Landwirtschaftlichen Sachverständigen für das östliche Rußland beim Kaiserlichen Generalkonsulat in St. Petersburg. Deutsche Landwirtschafts-Gesellschaft, Berlin 1902.
- Die Landwirtschaft in Transkaspien (= Berichte über Land- und Forstwirtschaft im Auslande. Band 8). Deutsche Landwirtschafts-Gesellschaft, Berlin 1905.
- Pro Patria! Reden zum Gedächtnis der gefallenen Angehörigen der Landwirtschaftlichen Hochschule zu Berlin und zur Feier des 50jährigen Bestehens des Deutschen Reiches. Parey, Berlin 1921.
- Die Bilanz des ersten Fünfjahresplaness der Sowjetwirtschaft. Osteuropainstitut Breslau, 1933.